# Reuss-Schleiz

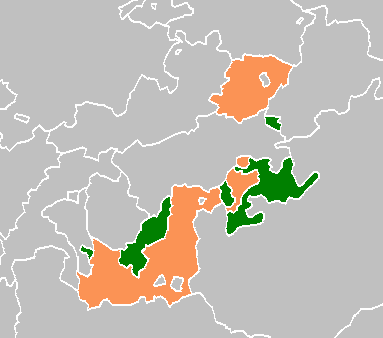
De vorstendommen van de jongere linie in 1820 (oranje) - de interne grenzen tussen Reuss-Lobenstein, Reuss-Schleiz en Reuss-Ebersdorf zijn niet aangegeven; groen de oudere linie

Reuss-Schleiz was de naam van een staatje in Thüringen, dat bestond van 1647 tot 1918, zij het vanaf 1848 onder de naam Reuss jongere linie. Het land stond onder bestuur van de jongere tak van het Huis Reuss.

## Geschiedenis
Reuss-Schleiz ontstond in 1647 toen Reuss-Gera door de vier nakomelingen van Hendrik Posthumus (1572-1635) werd verdeeld. Zijn derde zoon Hendrik IX ontving Schleiz.
Een nieuwe verdeling volgde toen in 1666 Hendrik IX zonder nakomelingen overleed. Schleiz viel toe aan diens neef Hendrik I, tot dat moment heer van Saalburg. Hij wisselde dat gebied in voor Schleiz, Saalburg werd verdeeld onder de andere drie takken. Het grootste deel viel toe aan Reuss-Gera.
In 1673 werd Hendrik I, net als de andere Reussen, in de rijksgravenstand verheven.
Na het uitsterven van de tak Reuss-Gera in 1802 werden Gera en Saalburg gemeenschappelijk bestuurd door de overgebleven jongere linies Reuss-Lobenstein en Reuss-Ebersdorf (elk met 25% van de inkomsten) en Reuss-Schleiz met 50%).
Hendrik XLII van Schleiz (1752-1818) werd op 9 april 1806 tot vorst verheven en trad daarop toe tot de Rijnbond. Sinds 1815 was Reuss-Schleiz lid van de Duitse Bond.
In het revolutiejaar 1848 deed Hendrik LXXII, vorst van Reuss-Lobenstein-Ebersdorf troonsafstand en droeg zijn vorstendom over aan Hendrik LXII van Schleiz (1785-1854). Vanaf dat moment waren alle gebieden van de jongere tak verenigd en kreeg het vorstendom als officiële naam Reuss jongere linie. In de loop van de 19e eeuw had de oude residentiestad Schleiz aan belang ingeboet en werd steeds meer overvleugeld door Gera. In 1848 werd die stad dan ook residentie van het nieuwe vorstendom.

## Heersers

### Heren
- 1647-1666: Hendrik IX (1616-1666; zoon van Hendrik Posthumus)
- 1666-1673: Hendrik I (1639-1692; oomzegger van Hendrik IX)

### Graven
- 1673-1692: Hendrik I (1639-1692), sinds 1666 heer van Schleiz
- 1692-1726: Hendrik XI (1669-1726; zoon van Hendrik I)
- 1726-1744: Hendrik I (1695-1744; zoon van Hendrik XI)
- 1744-1784: Hendrik XII (1716-1784; broer van Hendrik I)
- 1784-1806: Hendrik XLII (1752-1818; zoon van Hendrik XII)

### Vorsten
- 1806-1818: Hendrik XLII (1752-1818), sinds 1784 graaf van Schleiz
- 1818-1848: Hendrik LXII (1785-1854; zoon van Hendrik XLII), regeerde vanaf 1848 over Reuss jongere linie

Zie Huis Reuss voor een uitleg over de nummering van de vorsten.